# Ваня Григорова
Ваня Руменова Григорова е българска синдикалистка и активистка за граждански права. Икономическа съветничка е на президента на КТ „Подкрепа“ от 2015 до 2023 година. На 5 ноември същата година отива на балотаж с Васил Терзиев за кметския пост в София, губейки изборите с 1.31% разлика. Общински съветник в Столичен общински съвет за мандат 2023 - 2027.

## Биография
Родена е на 12 септември 1978 година в София. Григорова е от ромски произход и израства в квартал „Христо Ботев“.
Завършва средното си образование в Националната търговско-банкова гимназия. Придобива бакалавърска и магистърска степен от Университета за национално и световно стопанство, по специалност „Маркетинг“.
Първоначално работи като чистачка в училище и хостеса във верига за бързо хранене. По-късно е служителка в агенция за онлайн проучвания, пазарен експерт в телеком и консултант в неправителствена организация – Институт „Отворено общество“, където участва в проекти, насочени към интеграция на ромите.
През 2015 година става икономическа съветничка на президента на КТ „Подкрепа“. След издигането на кандидатурата ѝ за кмет на столицата на местните избори през 2023 година, тя е освободена от функциите, които изпълнява в синдиката.
Григорова е авторка на статии за въздействието на международните финансови институции върху социално-икономическото развитие на България, за ефектите от договорите за свободна търговия, за последствията от дерегулацията на публичните услуги и други.

## Социални и политически позиции
В началото на 2010-те години Григорова е сред активистите оформили левия интелектуален кръг „Солидарна България“ и негов председател, както и председател на Клуба на младите социалисти в столичния район „Слатина“.
През 2018 г. Григорова подкрепя ратифицирането на Истанбулската конвенция и критикува БСП заради отрицателната позиция към конвенцията в свой пост на „Фейсбук“ страницата си.
Григорова е национален координатор за България на Европейската гражданска инициатива срещу трансатлантическите търговски споразумения – ТПТИ и CETA. Участва в протестите срещу добива на шистов газ, презастрояването на Черноморието и дейности, засягащи природен парк „Пирин“, както и срещу навлизането на генномодифицирани селскостопански продукти в България.
Григорова е с русофилски възгледи. След началото на руската военна кампания срещу Украйна от 2022 година, подкрепя улимативните руски условия за плащане на „Газпром“ в нарушение на сключения с България договор и на решение на Европейския съюз. През 2023 г. се обявява против решението на Столичния общински съвет за премахването на Паметника на Съветската армия от Княжеската градина.

## Политическа дейност
На изборите за Европейския парламент през 2019 година се кандидатира за евродепутат като независима с мотото „Хората преди печалбите“. Успява да вземе 9320 гласа (0,4 процента), поради което не преминава бариерата за евродепутат.
На местните избори през 2023 година е кандидат за кмет на Столична община, издигната от местна лява коалиция, в която влизат „БСП за България“, „Левицата!“, „Неутрална България“, „Алтернатива на гражданите“, както и „Атака“. На първия тур изпреварва кандидата на ГЕРБ Антон Хекимян и достига да балотаж, където се изправя срещу Васил Терзиев, кандидат на Продължаваме промяната, Демократична България и Спаси София. На 5 ноември 2023 г. за Терзиев гласуват 175 044 души или 48.20%, докато за Григорова дават гласа си 170 258 души, или 46.89%.

## Личен живот
Григорова живее на семейни начала с журналиста Калин Първанов, известен с левичарските си разбирания. Тя има дъщеря от предишен брак - Габриела.

## Публицистика
- „Договорите за свободна търговия – инструментът на силните в глобалната икономика“ (2015)[25][26]
- „Международните финансови институции и българският експеримент“ (2015)[27][28]
- „На прицел – общественото водоснабдяване“ (2015)[29]
- „Бедни срещу бедни. Употреба и злоупотреба с мита за „щедрото“ социално подпомагане“ (2016)[30]
- „Голямото значение на малкия „клас“ прослужено време“ (2017)[31]
- „Плосък данък или демокрация?“ (2018)[32]